# Ischyropalpus cochisei
Ischyropalpus cochisei är en skalbaggsart som beskrevs av Floyd G. Werner 1973. 
Ischyropalpus cochisei ingår i släktet Ischyropalpus och familjen kvickbaggar. Inga underarter finns listade i Catalogue of Life.